# Matthew Borlenghi
Matteo Andrea 'Matthew' Borlenghi (Los Angeles, 25 mei 1967) is een Amerikaans acteur en filmproducent.

## Biografie
Borlenghi werd geboren in Los Angeles in een gezin van drie kinderen, en doorliep de high school aan de Beverly Hills High School in Beverly Hills.
Borlenghi is vanaf 2003 getrouwd en heeft hieruit drie kinderen.

## Filmografie

### Films
Uitgezonderd korte films.
- 2023 Divine Influencer - als Mick Golden
- 2023 The Tutor - als gemiddelde man
- 2023 115 Grains - als rechercheur Miller
- 2022 Nobody's Angel - als agent Pogue
- 2022 Hunting Souls - als dr. Benneth
- 2019 Eye For An Eye - als rechercheur Hicks
- 2019 The Bobby DeBarge Story - als Bernd
- 2018 A Friend's Obsession - als Pete
- 2016 The Turn - als Tom
- 2014 Eat with Me - als dronken Steve
- 2014 Tentacle 8 - als Rolland Towne
- 2011 Camel Spiders – als Brad
- 2008 Skeletons in the Desert – als rechercheur Luciano
- 2008 Jack Rio – als Tommy Jamison / Jack Rio
- 2007 Cougar Club – als barkeeper
- 2006 Alpha Dog – als John Kirschner
- 2006 Bloody Mary – als Bobby
- 2005 Venice Underground – als rechercheur Bobby D.
- 2004 Dinocroc – als Tom Banning
- 2002 Psychic Murders – als Ramon
- 2002 Spider's Web – als Bob Smooth
- 2000 Krocodylus – als Zack Jardine
- 2000 The Crew – als jonge Joey Pistella
- 1999 Kate's Addiction – als Ezra Parker
- 1989 A Nightmare on Elm Street: The Dream Child – als Jock
- 1988 The American Scream – als Brent Benziger
- 1987 Cannibal Hookers – als Dwight

### Televisieseries
Uitgezonderd eenmalige gastrollen.
- 2018-2022 Cobra Kai - als Lyle - 4 afl.
- 2018 Champaign ILL-  als Steve - 2 afl.
- 2008 Days of our Lives – als burgemeester Anthony Marino – 12 afl.
- 2002 The Bold and the Beautiful – als Ziggy Deadmarsh – 29 afl.
- 1997-1998 Police Academy: The Series – als Richard Casey – 27 afl.
- 1996 Party Girl – als Oneal – 4 afl.
- 1991-1996 All My Children – als Brian Bodine – 26 afl.
- 1995-1996 The Jeff Foxworthy Show – als Russ Francis – 13 afl.
- 1995 Pig Sty – als Johnny Barzano – 13 afl.
- 1991 Hunter – als Dirk Lawson – 2 afl.

### Filmproducent
- 2014 Postmortem in Vegas - televisiespecial
- 2014 Vegas DOA - film
- 2008 Jack Rio - film
- 2006 Bloody Mary - film
- 2006 Jack - korte film